# クニフラー商会
クニフラー商会（クニフラーしょうかい）は、1859年1月に日本に到着したドイツデュッセルドルフ出身のルイス・クニフラーにより、長崎・出島にてオランダ商館として営業準備をはじめて設立された商社。クニフラーは、同年7月に開国に合わせて横浜と長崎でクニフラー商会として営業を開始しており、横浜での外国商社第一号と言われている。
明治維新前後当時のクニフラー商会は、銃器・船舶、織物などを輸入し、樟脳、絹、昆布、茶などを輸出することで成長した。

## 土佐藩との交易
1866年春にクニフラー商会が土佐藩へ銃・船舶などを納める取引で対価となる土佐藩品の樟脳の市場価格暴騰により、土佐藩の契約不履行が生じた。その際土佐藩では岩崎弥太郎が窓口となったが、この問題の決着は明治維新後までつくことがなかった。司馬遼太郎は「竜馬がゆく」でこの時の土佐藩後藤象二郎とクニフラー商会（文中ではキネプル）のもめごとを取り上げている。 その後、岩崎弥太郎の三菱商会がもととなって作られた日本郵船が欧州航路ハンブルク線を開拓し、クニフラー商会およびその後のイリス商会がおこなった取引物資の運搬に貢献している。

## その後
クニフラーは、日本での営業基盤確立を実現した1865年秋にデュッセルドルフに戻ったが、1866年5月クニフラーと入れ違いでドイツより着任したカール・イリスが横浜でクニフラー商会の社員となり、その後1880年にクニフラーから経営権を継承し、社名をイリス商会（伊理斯商会）と変更した。
イリス商会（現・株式会社イリス）は、クニフラー商会を起源としており、日本に現存する最古の外資系企業となっている。